# Abraham Langlet
Nils Abraham Langlet (Södertälje, 9 luglio 1868 – Göteborg, 30 marzo 1936) è stato un chimico svedese.

## Biografia
Abraham Langlet studiò chimica dal 1886 al 1896 all'Università di Uppsala, dove ebbe come insegnante Per Teodor Cleve. Ottenne il dottorato nel 1896 e diventò un docente nello stesso anno.    
Nel 1899 diventò insegnante di chimica e tecnologia chimica alla Università di tecnologia Chalmers di Göteborg, diventando professore di ruolo nel 1911. Nel 1926 la cattedra fu divisa e diventò professore di chimica organica.   
Nel 1895, mentre stava lavorando con Cleve a Uppsala, scoprì indipendentemente l'elemento chimico elio (nello stesso anno in cui fu scoperto da William Ramsay) nel minerale radioattivo cleveite. Langlet fu il primo a definire correttamente il peso atomico dell'elio. 
| Controllo di autorità | VIAF (EN) 262055026 · ISNI (EN) 0000 0003 8150 9361 · GND (DE) 117594296 |